# Bad Ditzenbach
Bad Ditzenbach è un comune tedesco di 3 737 abitanti, situato nel land del Baden-Württemberg.